# Rozumowanie dedukcyjne
Dedukcja – rodzaj rozumowania logicznego, mającego na celu dojście do ścisłego wniosku na podstawie wcześniej założonego zbioru przesłanek.
Rozumowanie dedukcyjne w odróżnieniu od rozumowania indukcyjnego jest w całości zawarte wewnątrz swoich założeń, to znaczy nie wymaga tworzenia nowych twierdzeń czy pojęć, lecz jest tylko prostym wyciąganiem wniosków. Jeśli jest przeprowadzone poprawnie, zaś zbiór przesłanek nie zawiera zdań fałszywych, to wnioski wyciągnięte w wyniku rozumowania dedukcyjnego są nieodparcie prawdziwe i nie można ich zasadnie zakwestionować; nie prowadzi nigdy od prawdy do fałszu.